# Стефаница Лупу
Стефаница Лупу (молд. Штефэницэ Лупу; 1641—1661) — господарь Молдавского княжества с 21 ноября (1 декабря) 1659 по 17 января 1661 и с 17 февраля по 19 (29) сентября 1661.

## Биография
Сын Василия Лупу.
Благодаря интригам отца, находившегося в Константинополе, стал господарём Молдавии в возрасте 16 лет, сменив на престоле Георгия Гику. 
Его правление было прервано Константином Щербаном. В стране началась чума и страшный голод. Люди ели рогоз вместо хлеба, поэтому Стефаница получил прозвище Папурэ Водэ («papură» — рогоз).
Стефаница заболел и умер в Бендерах, где помогал татарам и туркам возводить крепости для защиты от казаков.